# Here We Go
Here We Go este o piesă a trupei PeR care va reprezenta Letonia la Concursul Muzical Eurovision 2013.